# MC Rene

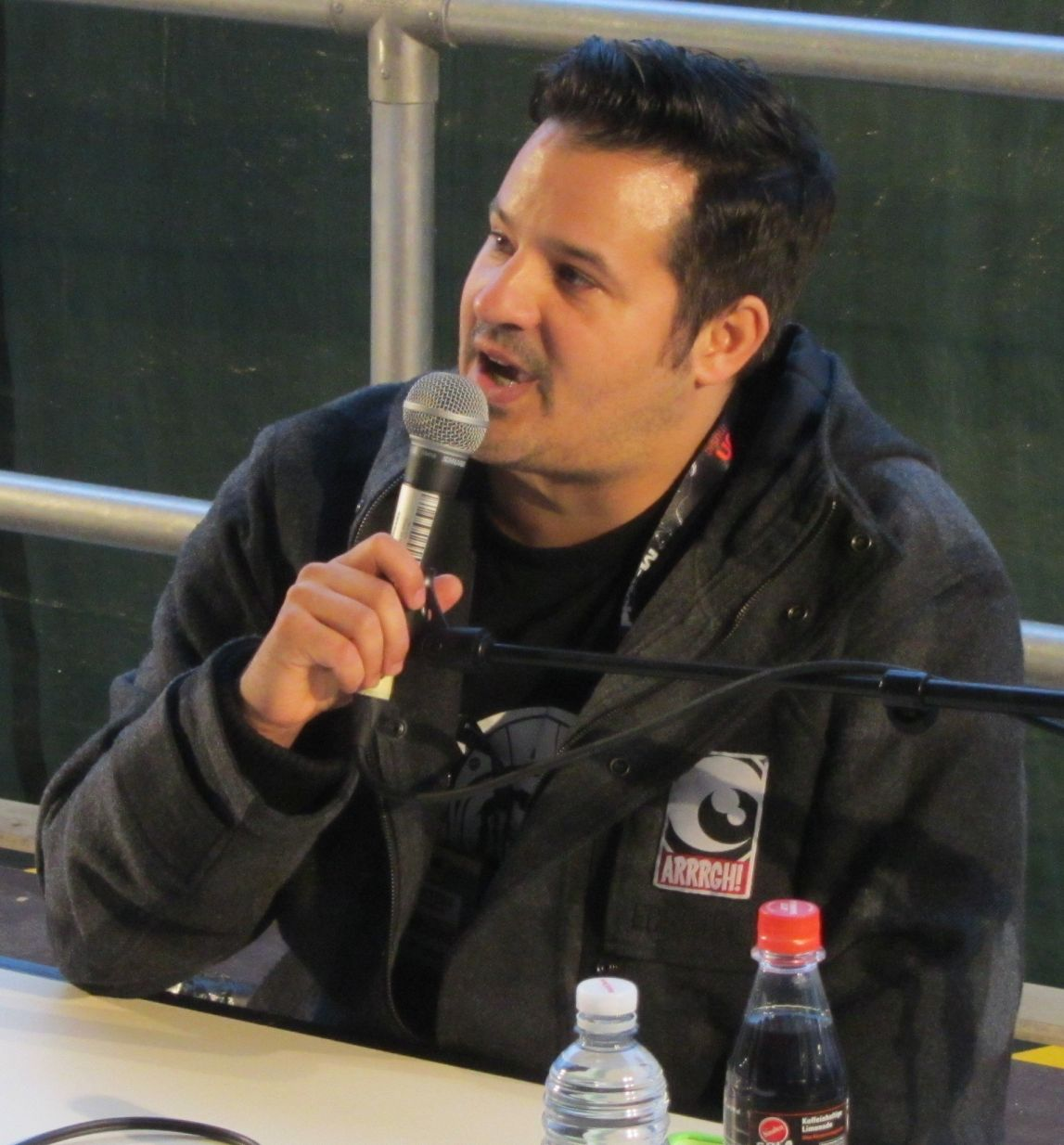
MC Rene (2013)

René El Khazraje (* 11. September 1976 in Braunschweig) ist ein deutsch-marokkanischer Rapper und Autor. Die Süddeutsche Zeitung beschrieb ihn 2015 als einen Hip-Hop-„Künstler aus der zweiten Reihe, [der] vielleicht weniger Platten verkauft, dafür aber die Szene in den 90er Jahren insgesamt umso mehr und nachhaltiger geprägt“ habe.

## Leben
Seine ersten Live-Erfahrungen sammelte MC Rene 1991 auf einigen Hip-Hop-Jams. Als Rapper war Rene zu der Zeit bei der Gruppe State of Departmentz aktiv, die ihren ersten Song 1993 auf dem Sampler That’s Real Underground veröffentlichte. Schnell machte er sich unter den auch in Deutschland seit den frühen 1980er Jahren aktiven Hip-Hop-Künstlern einen Namen. Die daraus resultierende, zwiespältige Situation wurde im Titel, den MC Rene 1993 zu dem Alte-Schule-Sampler (MZEE) beitrug, Die neue Reimgeneration deutlich. Kurz darauf ging er mit Advanced Chemistry auf Tour.
Im nächsten Jahr erschien die Klasse von ’94 bestehend aus ihm, Absolute Beginner und Main Concept. Rene veröffentlichte in diesem Jahr auf MZEE Records seine erste Single, Reimenergie. Es folgte die Tournee mit der Klasse von ’95, es erschien ein Sampler dazu unter anderem mit Der Tobi & das Bo, Massive Töne, F.A.B., Stieber Twins, Beginner, Spax, Main Concept und Fettes Brot. Im selben Jahr erschien sein Debütalbum Renevolution (MZEE). Nach einigen Tourneen und Freestyle-Cups folgten noch zwei Video-Clips, die im deutschen Musikfernsehen in der Rotation liefen.

### 1999–2005
Der Wechsel zu einem anderen Label war zu dieser Zeit nicht möglich, weil sein alter Vertrag mit MZEE lange Zeit eingefroren war. Sein Label MZEE brachte im Jahr 1999 lediglich das Best-of-Album Reneflektion heraus, das alte und neue Tracks enthielt. Schließlich wurde er von BMG aus dem Vertrag mit MZEE herausgekauft, weshalb sein Feature auf DJ Tomekks 1, 2, 3… Rhymes Galore erscheinen konnte. Das Video dazu war erfolgreich und der Beitrag auf dem Blumentopf-Album Großes Kino schien ein Comeback anzudeuten. Im Jahr 1999 veröffentlichte MC Rene in Eigenproduktion sein Tape namens Bernd, auf dem er unterhaltsame Freestyles, Skits und einige seiner besten Texte präsentierte.

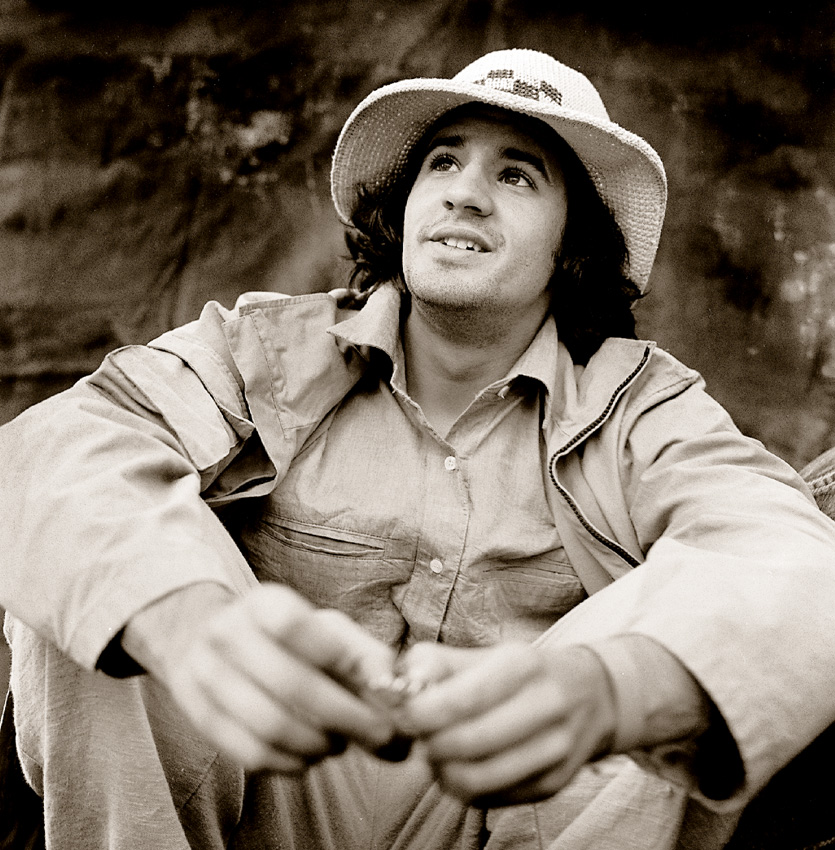
MC Rene (2000)

2000 erschien zum ersten Mal seit vier Jahren wieder eine neue Single: Ich würde alles für dich tun. Kurz darauf veröffentlichte er sein eher kommerzielles Album namens Bernd, das keinen größeren Erfolg hatte. In der Szene wurde es wegen der zu „schmusigen“ Beats kritisiert und der Frankfurter Rapper Azad disste ihn in dem Stück Gegen den Strom. Zu dieser Zeit begann seine Tätigkeit als Moderator des auf VIVA laufenden Hip-Hop-Magazins Mixery Raw Deluxe, das er von 2000 bis 2001 moderierte.
2001 wechselte Rene zum Improversum-Label und produzierte mit Django sein drittes Album, das im Folgejahr erschien: Scheiss auf euren Hip Hop. Danach folgten, abgesehen von der fortgeführten Auseinandersetzung mit Azad (mit Gegen den Gnom bzw. MC U Reen) und einzelnen Auftritten auf Samplern, keine Veröffentlichungen.
Seine Unbeliebtheit stieg durch Auftritte als Comedy-DJ in der VIVA-Show von Oliver Pocher und seiner Mitwirkung in der Hip-Hop-Ausgabe der Sendung Tatort, die in der Szene belächelt wurde. Als Reaktion auf die Ankündigung des Disstracks Schieb ab Joe, die vermutlich auf einem Gerücht basiert und einiger vorheriger Provokationen von MC Rene in der VIVA-Sendung Mixery Raw Deluxe, veröffentlichte Kool Savas im Jahr 2003 zusammen mit seiner damaligen Entdeckung Eko Fresh den Disstrack Renexekution, was sich durchaus nachteilig auf Renes Wahrnehmung in der deutschen Hip-Hop-Szene auswirkte. Nachdem die Solokarriere von Eko Fresh nach der Trennung von Kool Savas anfangs nicht so erfolgreich verlaufen war, antwortete MC Rene mit dem Track McDonalds Rapper auf Renexekution, in dem er sich in seinem speziellen Stil über Eko Fresh lustig machte.
Ab 2005 nannte er sich nach einer zweieinhalbjährigen Ruhepause Reen. Seine Comeback-Single trug den Titel Reens Welt/Die Enthüllung. Dem vorausgegangen war Renes Erwähnung in Kool Savas’ Das Urteil und die Gründung seines eigenen Labels Marraca$h Music. Am 14. Dezember 2005 veröffentlichte MC Rene sein Soloalbum Der letzte Marokkaner auf Marraca$h Music. Das für Winter 2006/07 angekündigte Album Smells like Reen Spirit erschien nicht.

### Seit 2010
Seit dem April 2010 bloggte Rene (nun ohne den Zusatz „MC“) über seinen Werdegang zum Stand-up-Comedian. Am 2. Mai 2012 erschien das Buch MC Rene. Alles auf eine Karte – Wir sehen uns im Zug, welches seine Zeit als „Bahn-Nomade“ zum Thema hat. Rene beschreibt darin, wie er seine Wohnung kündigte und ein Jahr mit einer Bahncard 100 ausgestattet mit dem Zug durch Deutschland reiste, um seine Karriere als Stand-up-Comedian voranzutreiben. Das Blog mit demselben Thema wurde mit Erscheinen des Buches abgeschaltet.
Im vom WDR zensierten Musik-Video Dunk dem Herrn der Schauspielerin, Sängerin und Komikerin Carolin Kebekus tritt er als rappender Pastor auf.
Am 14. Juni 2013 erschien ein Hörbuch von Alles auf eine Karte mit sechs neuen Liedern als Bonus auf einem USB-Stick. Für die Veröffentlichung wurde ein Video zu Mein Leben ist ein Freestyle in Heidelberg gedreht, in dem u. a. Torch, Toni L. und die Stieber Twins zu sehen sind.
Am 20. März 2015 erschien das Album Renessance, das in Zusammenarbeit mit Carl Crinx produziert wurde und auch den Einstieg in die Albumcharts schaffte. Im Anschluss war er damit in Deutschland auf Tour.
Am 21. Oktober 2016 erschien das Album Khazraje, das von Figub Brazlevič produziert wurde. Als Gäste wirkten unter anderem Retrogott und Toni-L mit.
Am 22. März 2019 folgte das Album Master of Ceremony und am 22. Januar 2021 dann das Album Irgendwas stimmt. Letzteres wurde auf Brazlevičs Label Krekpek Records veröffentlicht.
Am 16. Dezember 2022 erfolgte der digitale Re-Release von Ein Album namens Bernd aus dem Jahr 2000. 2023 führte er eine erfolgreiche Startnext-Kampagne durch, um Ein Album namens Bernd zusätzlich auch auf Vinyl zu veröffentlichen. Parallel dazu startete er eine Podcast-Reihe unter dem Namen "Ein Podcast Namens Bernd", in der er verschiedene Themen besprach und Gäste, insbesondere aus der Rap-Szene, interviewte.

## Diskografie
Alben
- 1995: Renevolution (2xLP/CD, MZEE)
- 1995: Renevolution DJ Instrumentals (2xLP, MZEE)
- 1999: Reneflektion (2xLP/CD, MZEE)
- 2000: Ein Album namens Bernd (2xLP/CD)
- 2002: Scheiss auf euren Hip Hop (2xLP/CD)
- 2005: Der letzte Marokkaner (CD)
- 2013: Alles auf eine Karte (featuring Carl Crinx, Hörbuch)
- 2015: Renessance (featuring Carl Crinx, LP/CD)
- 2016: Khazraje (2xLP/CD)
- 2019: Master of Ceremony
- 2021: Irgendwas stimmt

Streettapes
- 1999: Ein Tape namens Bernd (MC)
- 2003: Flowdiamonds (MC)

Singles
- 1994: Reimenergie (MCD/12", MZEE)
- 1994: Die neue Reimgeneration (12", MZEE)
- 1995: Spüre diesen Groove/Zeitreise (MCD/12", MZEE)
- 1996: Ein anderer Ausflug (MCD/12", MZEE)
- 2000: Ich würde alles für dich tun (MCD/12")
- 2000: Zieh dir das rein (MCD/12")
- 2000: Party Petting (12")
- 2002: Pump up den Shit (MCD/12")
- 2005: Reens Welt/Die Enthüllung (EP) (MCD/12")
- 2013: Mein Leben ist ein Freestyle (featuring Carl Crinx, Video)
- 2015: 20 Jahre ’95 (featuring Carl Crinx, Video)
- 2015: Perpetuum Mobile (EP) (12")

Beiträge auf Kompilationen
- 1995: Verstecktes Dynamit/Freestyle Zürich (The Sound Of MZEE Vol. 1, Kompilation)
- 1999: Keine Party rockt/Köllifornia (The Sound Of MZEE Vol. 2, Kompilation)
- 2000: Köln Medienmesse (Juice Master Blaster Vol. 1, Kompilation)
- 2001: Return of Hip Hop (Juice Master Blaster Vol. 2, Kompilation)
- 2004: Meine Kette (Aggro Ansage Nr. 4)

Beiträge auf Alben anderer Künstler
- 1998: Wo ich herkomm (Hausmarke, Weltweit)
- 1999: Hüftschwung (Blumentopf, Großes Kino)
- 1999: Ah Baby Baby (DJ Thomilla, Genuine Draft)
- 2000: Feel it (Plattenpapzt, Full House)
- 2014: Hommage (Oliver Koletzki, I Am OK)

Disstracks gegen andere Rapper
- 2002: Gegen den Gnom (Diss gegen Azad)
- 2004: McDonalds Rapper (Diss gegen Eko Fresh, Kool Savas)

Sonstiges
- 1999: 1, 2, 3… Rhymes Galore (Feature bei DJ Tomekk)
- 2000: Return of Hip Hop (Feature bei DJ Tomekk)
- 2005: Killa (Juice Exclusive! auf Juice-CD #51)
- 2013: Mein Leben ist ein Freestyle (feat. Carl Crinx, Torch, Stieber Twins, K.RINGS, Toni-L, Boulevard Bou) (Tape.tv Exclusive auf Tape.tv)

## Schriften
- 2012: MC Rene. Alles auf eine Karte – Wir sehen uns im Zug. rororo, ISBN 978-3-499-62969-3.[3]